# Kanton Fort-de-France-9
Kanton Fort-de-France-9 (francouzsky Canton de Fort-de-France-9) byl francouzský kanton v departementu Martinik v regionu Martinik. Tvořila ho část obce Fort-de-France. Zrušen byl v roce 2015.